# NGC 5976
NGC 5976 је лентикуларна галаксија у сазвежђу Змај која се налази на NGC листи објеката дубоког неба.
Деклинација објекта је + 59° 23' 54" а ректасцензија 15h 36m 47,8s. Привидна величина (магнитуда) објекта NGC 5976 износи 14,8 а фотографска магнитуда 15,8. NGC 5976 је још познат и под ознакама MCG 10-22-25, CGCG 297-22, PGC 55609.